# IC 2353
IC 2353 је појединачна звијезда у сазвјежђу Рак која се налази на листи објеката дубоког неба у Индекс каталогу.
Деклинација објекта је + 18° 39' 21" а ректасцензија 8h 24m 18,0s.